# Campylostemon mucronatus
Campylostemon mucronatus là một loài thực vật có hoa trong họ Dây gối. Loài này được (Exell) J.B.Hall mô tả khoa học đầu tiên năm 1981.